# Wolodymyr Hnatjuk

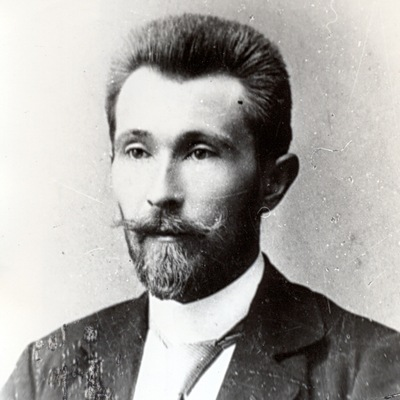
Wolodymyr Hnatjuk

Wolodymyr Mychailowytsch Hnatjuk (ukrainisch Володимир Михайлович Гнатюк; * 27. Apriljul. / 9. Mai 1871greg. in Welesniw, Ostgalizien, Österreich-Ungarn; † 6. Oktober 1926 in Lwiw, Polen) war ein ukrainischer Folklorist, Ethnologe, Literaturwissenschaftler, Übersetzer und Journalist, der vorwiegend in der westlichen Ukraine wirkte.
Seit 1899 war er Mitglied der Wissenschaftlichen Schewtschenko-Gesellschaft (Naukowe towarystwo im. Schewtschenka/ Наукове товариство ім. Шевченка), der ältesten und zu dieser Zeit einzigen ukrainischen wissenschaftlichen Gesellschaft, und von 1902 an auch der Kaiserlichen Akademie der Wissenschaften in Sankt Petersburg. Der Ukrainischen Akademie der Wissenschaften gehörte er ebenfalls an.

## Leben
Wolodymyr Hnatjuk kam in Welesniw in der heutigen ukrainischen Oblast Ternopil als Sohn eines Gemeindeschreibers zur Welt. Bereits als Jugendlicher sammelte er folkloristische Gegenstände.
Zwischen 1894 und 1898 studierte an der Universität Lemberg und leitete dort die Studentenorganisation Akademische Hromada. Seine Mentoren dort waren Iwan Franko und Mychajlo Hruschewskyj, denen er sein Leben lang verbunden blieb.

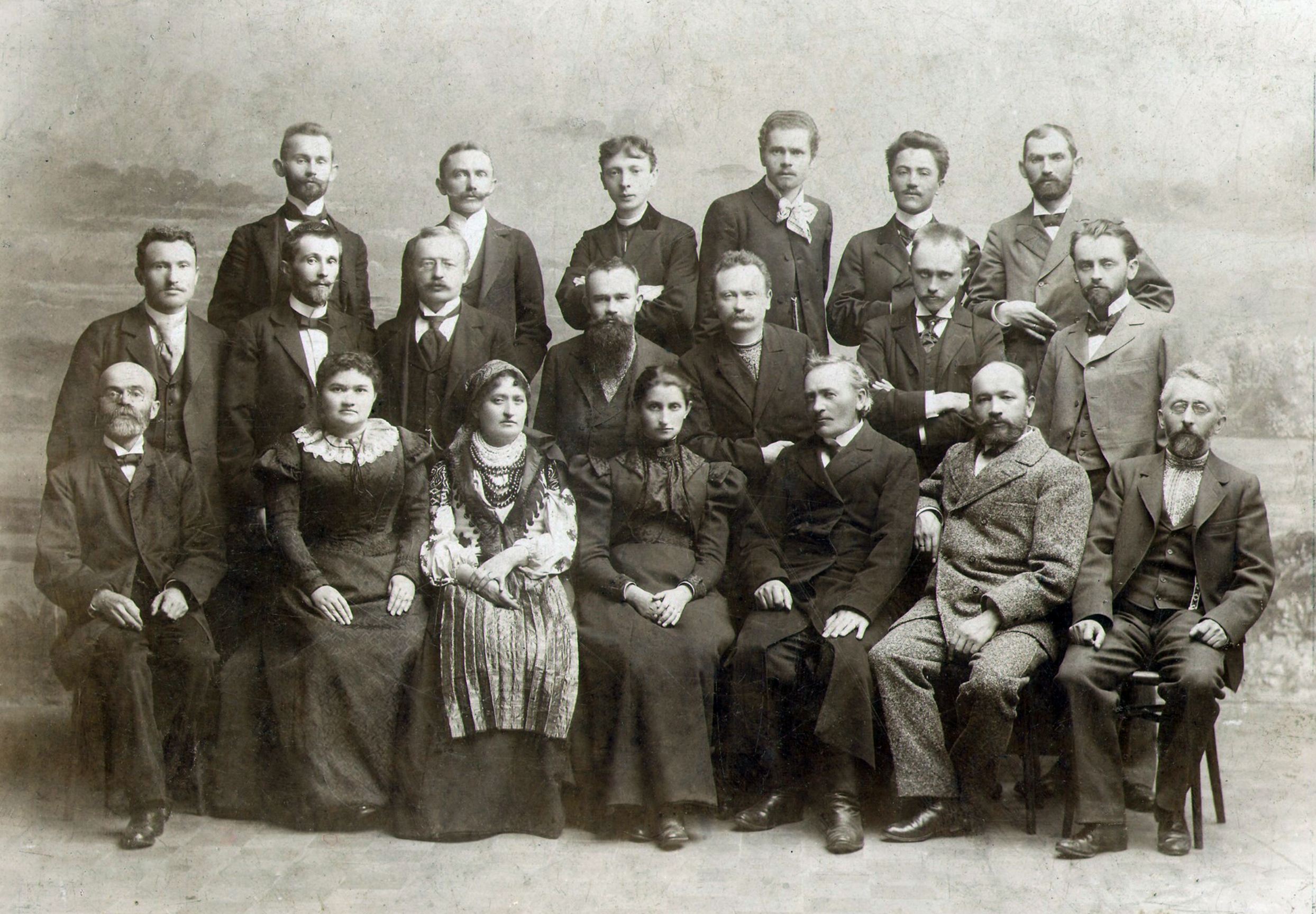
Der Vorstand und die Mitglieder der Wissenschaftlichen Gesellschaft Schewtschenko anlässlich des 100. Jahrestages der Veröffentlichung der Enejida von Iwan Kotljarewskyj, Lwiw, 31. Oktober 1898: In der ersten Reihe sitzend: Mychajlo Pawlyk, Jewhenija Jaroschynska, Natalija Kobrynska, Olha Kobyljanska, Sylvester Lepkyi, Andrij Tschajkowskyj, Kost Pankiwskyj. In der zweiten Reihe stehend: Iwan Kopatsch, Wolodymyr Hnatjuk, Ossyp Makowej, Mychajlo Hruschewskyj, Iwan Franko, Oleksandr Kolessa, Bohdan Lepkyj. In der dritten Reihe stehend: Iwan Petruschewytsch, Filaret Kolessa, Jossyp Kyschakewytsch, Iwan Trusch, Denys Lukianowytsch, Mykola Iwasjuk.

Hnatjuk war einer der Gründer und Herausgeber des „Literarischen und wissenschaftlichen Bulletin“ und Ende 1898 Gründer, Herausgeber und Geschäftsführer des „ukrainisch-russischen Verlages Gewerkschaften“ in der Ukraine.
Hnatjuk starb am 6. Oktober 1926 um 18 Uhr in Lwiw und wurde auf dem dortigen Lytschakiwski-Friedhof neben seinem Sohn Stefan und in der Nähe von Iwan Franko begraben.